# Джакомини, Верджил
Верджил Виктор Джакомини (англ. Virgil Victor Jacomini; 30 мая 1899, Вашингтон — 4 октября 1984, Хьюстон, Техас) — американский гребец, чемпион летних Олимпийских игр 1920 года в Антверпене в зачёте восьмёрок, победитель и призёр многих студенческих регат.

## Биография
Верджил Джакомини родился 30 мая 1899 года в Вашингтоне, США.
Занимался академической греблей во время учёбы в Военно-морской академии США в Аннаполисе, состоял в местной гребной команде, неоднократно принимал участие в различных студенческих регатах.
Наивысшего успеха в гребле на международном уровне добился в сезоне 1920 года, когда, ещё находясь в академии в Аннаполисе, вошёл в основной состав американской национальной сборной и благодаря череде удачных выступлений удостоился права защищать честь страны на летних Олимпийских играх в Антверпене. В распашных восьмёрках с рулевым благополучно преодолел четвертьфинальную и полуфинальную стадии соревнований, выиграв у команд из Бельгии и Франции соответственно. В решающем финальном заезде почти на секунду опередил гребцов из Великобритании и тем самым завоевал золотую олимпийскую медаль.
Окончив академию в 1920 году, Джакомини поступил на службу в Военно-морские силы США, однако находился здесь не долго — после окончания Первой мировой войны численность вооружённых сил в стране постепенно сокращалась, и курсанты получили возможность отказаться от военной службы — Джакомини воспользовался этой возможностью и впоследствии стал инженером.
Умер 4 октября 1984 года в Хьюстоне, штат Техас, в возрасте 85 лет.